# Juan Bustamante Dueñas
Juan Bustamante Dueñas (Vilque, 24 de junio de 1808 - Pusi, 3 de enero de 1868), fue un político, escritor, activista social, militar, hacendado, empresario y líder indigenista peruano, que, en demanda de justicia social, encabezó una rebelión de campesinos en Puno, entre 1867 y 1868. Derrotado y capturado, fue ejecutado. Se afirma que usó el sobrenombre de Túpac Amaru III.

## Biografía
Fue hijo de Mariano Bustamante y Jiménez (ex-oficial del ejército realista) y de Agustina Dueñas y Vera (que decía ser descendiente de Túpac Amaru I y era dueña de extensas propiedades agrícolas). Creció en un hogar acomodado con valores conservadores, no obstante lo cual, pudo constatar la pobreza  de los indios y solidarizarse con ellos. Hizo sus primeros estudios en su pueblo natal y luego en Arequipa.

“Con la independencia del Perú la situación del indio no ha mejorado, por el contrario, empeoró
[...] ellos derramaron su sangre por la redencion; pero ellos permanecen aún en el calvario”.
Bustamante Dueñas, 1827

“Mi lema y mi programa son, que los indios, no sean excluidos de los beneficios sociales que la esplendente independencia del Perú prodíga á los blancos. Estos, aquellos [los indios], los negros, los ricos, los pobres, los sabios, los ignorantes, todos, todos son hijos de la patria, y como tales son acreedores a que la ley les dé iguales garantías en sus personas y propiedades”.
Bustamante Dueñas, 1827

Durante su juventud Don Juan Bustamante logró notoriedad en el sur del Perú, pues se convirtió en un rico comerciante textil y minero de Carabaya. Hizo un gran caudal con el comercio de lana y la administración de su hacienda “Urquinamuni”. Financió la construcción de dos puentes, uno sobre el río Cabanillas y otro sobre el río Pucará. Viajó dos veces a Europa (donde asumió los valores republicanos y fue influenciado por el liberalismo decimonónico anglo-americano para el resto de su vida) y escribió sendos libros donde relataba estas peripecias, obras en donde ya se vislumbraba su prédica social a favor de los indios.
Durante la Guerra contra la Confederación Perú-Boliviana, el mostraría simpatía por Andrés de Santa Cruz y la Confederación Peruano-Boliviana, considerando a juicio personal que su ideario había sido el mejor para los indios.

"Bajo el gobierno de aquel hombre las garantías de la ley fueron siempre reales, verdaderas, positivas; y nunca hubo necesidad de compeler al ciudadano para exacciones arbitrarias con modernos ‘sayones’ armados del azote para cumplir excesos de inaudita barbarie, como sucedió en el Cuzco y en otros puntos, hasta sacar el dinero tinto en la sangre de un conciudadano respetable y castigado con la asquerosa penca de un verdugo de cuyo afrentoso empleo solia hacer entonces alarde un chileno. Es mucha verdad que ese chileno pasó por nuestros pueblos con el azote en la muñeca, siempre amenazando con él á todos".
Bustamante, 1840

Posteriormente incursionó en la política nacional. Fue elegido diputado por la provincia de Lampa entre 1845 y 1853
1849-1850. Se unió a los rebeldes liberales en 1854, dirigidos por Ramón Castilla, participando en la batalla de La Palma. En 1855 también formó parte, representando a la misma provincia, de  la Convención Nacional de 1855-1857. En su labor legislativa se destacó por presentar proyectos en favor de la educación, el transporte, la eficiencia administrativa, la reforma del ejército y por la defensa de los indios (tomando una postura proteccionista con el campesinado indígena). Posteriormente fue Subprefecto de Puno, evitó el cierre del Colegio de San Carlos y participó en la creación de la Universidad de Puno. Más adelante fue Intendente de Lima y en tal función, hizo aumentar las aguas del río Rímac. También llegó a ser Inspector General de Postas y Prefecto en los departamentos de Amazonas, Cusco, Ica y Huancavelica. El 29 de junio de 1864, bajo el gobierno de Juan Antonio Pezet, fue nombrado prefecto del departamento del Cuzco. En el desempeño de este cargo sancionó a muchos hacendados por abusos cometidos contra sus trabajadores indígenas, lo que motivó a que fuera destituido el 8 de agosto del mismo año, acusado de excederse en sus funciones. Durante sus labores políticas llegó a ser alguien demasiado crítico con el Congreso de la República del Perú, ya que percibió que se preocupaban mayormente por sus sueldos y los de sus allegados antes que de garantizar el bienestar de los peruanos.

“este Congreso no hace nada, absolutamente nada por el bien de la gente, y de nuestras deliberaciones sólo siguieron injustas aprobaciones de pensiones y remuneraciones pecuniarias inconstitucionales”
Bustamante Dueñas, 1857

Participó también en campañas militares del Perú, sirviendo de coronel en la Revolución Liberal de 1854 del lado del general Ramón Castilla y teniendo participación significativa en la Guerra hispano-sudamericana. Durante los turbulentos días del conflicto con la Escuadra Española del Pacífico, equipó y entrenó un regimiento formado por sus propios peones, con el que marchó a Arequipa para sumarse a la defensa de la patria, siendo entonces comandante de soldados auxiliares en el Combate del Callao del 2 de mayo de 1866 contra los españoles. Fue considerado como un héroe de la patria por sus servicios en favor del país. El dictador Mariano Ignacio Prado le otorgó el grado de coronel. Por esa época vendió su hacienda a sus colonos, realizando la primera reforma agraria en el Perú.

## Rebelión en Huancané

### Antecedentes
En los años 1866-1868 apareció en el sur del Perú una de las mayores rebeliones indígenas del siglo XIX, aprovechando un contexto de guerra, crisis política y crisis social por la Guerra Civil de 1867 que enfrentó a los Liberales contra los Conservadores. Los motivos de esta rebelión, o serie de levantamientos, fueron tan variados y dispares como los mismos grupos indígenas heterogéneos que las protagonizaron. Principalmente fueron en contra de los abusos de los hacendados y funcionarios provinciales, contra el Congreso, contra el tributo indígena y los impuestos, también por su restablecimiento del tributo indígena, entre otros motivos.
En 1867 en compañía de otras personas notables fundó en Lima la “Sociedad Amiga de los Indios”, cuya presidencia se confió al general José Miguel Medina. Fue acusado de instigador de las rebeliones indígenas que por entonces estallaron en la sierra, siendo la más grave la de Huancané, en Puno. Se decía que maquinaba las sediciones desde Lima. Lo cierto es que Bustamante asumió la defensa de las comunidades de indios y se convirtió en su vocero ante el Congreso Constituyente de 1867, prometiéndoles obtener leyes que les protegiesen de los abusos y que se les aplicara contribuciones justas.
A pedido de los hacendados, el gobierno envió un ejército al mando del general Baltazar Caravedo, con la misión de someter a los indígenas. Pero Caravedo se rehusó a ejercer la represión y prefirió el diálogo. El 20 de octubre de 1867, en Huancané, Bustamante llegó a un acuerdo con el general Caravedo, quien se retiró con sus tropas a Lima. Los hacendados acusaron a Caravedo de complicidad con los indígenas y promovieron una revuelta contra el gobierno de Mariano Ignacio Prado, circunscrita a la revolución constitucional de 1867, que exigía la abolición de la Constitución de 1867 y el retorno de la Constitución de 1860.

### Insurrección campesina
Bustamante, que por las circunstancias se vio en el bando de los defensores del gobierno, no quiso limitarse a esa lucha de banderías e inició un movimiento de reivindicación social, poniéndose al frente de sus “ejércitos campesinos”. Se presentó como heredero de los reyes incas con la misión de restaurar el imperio incaico. Se dice que adoptó el nombre de Túpac Amaru III.

“Cuando el indio desdichado reclama justicia y libertad no recibe mayor respuesta del gobierno; cuando se rebela termina siempre muerto, señalado como traidor o revoltoso”
Bustamante Dueñas, 1867

“Una vergüenza para la República, la civilización y la cristiandad, los indios continúan sufriendo todos los tributos, todos los impuestos y cobros que recuerdan la más horrible época del feudalismo. El indio no tiene familia, ni propiedad, ni siquiera tiene el derecho a su propia persona. Está forzado a morir como una bestia en una corrida de toros; su mujer es violada, sus hijos vendidos, su tierra devastada, como si no tuviera dueño”
Bustamante Dueñas, 1867

Aunque él personalmente no era monárquico y no pretendió restaurar el Incanato, puesto que de hecho su proyecto político era de tendencia republicana, federalista y liberal (cuyo fin era realizar una reforma agraria a nivel nacional que diera fin al gamonalismo, además de educar a las masas indígenas según las ideas de la Modernidad de EE. UU. y Europa), muchos campesinos indios, ajenos e indiferentes a sus ideologías liberales, le dieron un aura incásico a la rebelión (no siendo la primera vez que se expresaban conductas monárquicas en las zonas rurales, nostálgicas al señorío de sus caciques y la protección que recibían en la Monarquía Española o el Imperio incaico), y por ello Bustamente debió hacer caso a las proclamas monárquicas que lo consideraban heredero de los reyes incas con la misión de restaurar el imperio incaico, pues varios decían que en su persona el "Tayta Inca habia regresado". Sin embargo, su misión real era que los indios lograsen obtener ejercicio de la ciudadanía (dichos Derechos civiles y políticos en la práctica solo lo gozaban criollos y castizos), integrándose en el “sistema económico moderno” (el Capitalismo), “despojándose de la barbarie e ignorancia en el cual se encontraban sumidos” (su mentalidad Tradicionalista antiliberal) y que finalmente pudieran obtener su “verdadera independencia” (pudiendo volverse Capitalistas).

"Los que se oponen á la regeneración del indio, y los que frustran todo buen deseo, son los que viven á costa del sudor del pobre, y los que se enriquecen abusando de la ignorancia, humillación y abandono del indio. No quieren que el indio abra los ojos á la luz de la verdad, porque no conozca sus derechos y se emancipe de sus opresores”
Bustamante Dueñas, 1867

"La nación peruana no es la asociación de los individuos moradores de la costa del Perú, no son esos pueblos solos los que constituyen la república. La nación tiene pueblos numerosos en el interior, esos pueblos son de indios"
Bustamante Dueñas, 1867

La insurrección se expandió por Chupa, Putina, Samán, Azángaro y Lampa. El 30 de diciembre de 1867 Bustamante ocupó la ciudad de Puno. No pudo explotar estas ventajas debido a diferencias con sus partidarios con muchas posturas irreconciliables, por lo que con el tiempo se percató que no había una verdadera cohesión en el mundo indígena (ya que, mientras unos pocos luchaban, la gran mayoría se mostraba totalmente indiferente o hasta sumisa). Con esta experiencia amarga, abandonaría su postura romántica que soñaba con que criollos, mestizos e indios lograsen unirse y efectuasen la ansiada revolución liberal-burguesa (que implicaba que los beneficios de la ciudadanía de la república peruana sean gozadas también por los indios y no solo por criollos), por lo que empezó a radicalizarse y empezaría a creer que no había otro camino que expulsar o exterminar a los blancos para poder unificar a los indios contra un enemigo común en el estado peruano (ya que descubrió que cada uno tradicionalmente actuaba por su lado y según sus intereses particulares de cada comunidad existente), tornándose todo en una guerra de castas. Mientras que las fuerzas del subprefecto de Azángaro Andrés Recharte, avanzaban en su contra. Bustamante debió retirarse de Puno el 1.º de enero, dirigiéndose a Pusi, donde el día 2 fue derrotado y capturado por Recharte.
El 2 de enero de 1868 71 de sus partidarios fueron encerrados en chozas de paja, que fueron incendiadas a la mañana del día 3 de enero. Bustamante fue obligado a trasladar los cuerpos a una fosa común y posteriormente conducido a la plaza principal, donde se le colgó de los pies y apaleó. Finalmente fue decapitado.